# TrackMania DS
TrackMania DS es un videojuego de carreras de la serie de videojuegos homónima desarrollado por Firebrand Games y distribuido por Focus Home Interactive (en Europa) y Atlus (en Estados Unidos) para Nintendo DS.
Se trata de una adaptación simplificada de TrackMania United para la consola portátil, con sus propias características. Fue lanzado en el último trimestre de 2008 en Europa y en marzo del año siguiente en Estados Unidos.

## Jugabilidad
El videojuego ofrece una jugabilidad similar a anteriores entregas, pero adaptando los controles de teclado a botones táctiles.
El juego contiene 3 modos de juego individuales: Carrera, Puzle y Plataforma. Jugando en estos modos se consiguen coppers, la moneda local del juego. Esta sirve para comprar bloques del editor de pistas de carreras, nuevas apariencias para los vehículos, además de desbloquear nuevos circuitos. El máximo de coopers obtenibles en el juego es un total de 1.048.575.
Este juego incluye el modo de un solo jugador y multijugador inalámbrico (4 jugadores con una sola tarjeta DS, u 8 jugadores cada uno con su tarjeta DS). Además tiene un creador de pistas de carreras, y podían ser intercambiadas por el modo inalámbrico. Pese a ello, el juego no cuenta con conectividad en línea.

## Entornos
Los videojuegos de esta franquicia cuentan con entornos variados en los que poder competir y crear circuitos, cada uno con su vehículo propio. Los entornos disponibles en esta entrega son:
- Stadium
- Desert
- Rally

## Editor
Los jugadores, como es habitual en la saga, pueden crear circuitos con el editor mediante los bloques, que en esta ocasión se incluyen más de 300. Incluye nuevos bloques nunca antes vistos en la saga como Ovnis para el entorno Desert o globos aerostáticos para el entorno Rally.

## Curiosidades
- Es el primer videojuego de la franquicia en salir para consolas, y además es el primero en no ser desarrollado por Nadeo, la empresa creadora de la franquicia.
- El juego tiene música similar a TrackMania United, United Forever y Nations Forever.